# Karl Wolfgang Deutsch
Karl Wolfgang Deutsch (21. července 1912, Praha – 1. listopadu 1992, Cambridge, Massachusetts) byl německo-český politolog a teoretik mezinárodních vztahů. Po emigraci v roce 1938 působil v USA. Primárními oblastmi jeho výzkumu byly především nacionalismus, mezinárodní spolupráce a komunikace. Inspirátorem jeho díla o teorii komunikace byl zakladatel kybernetiky Norbert Wiener.

## Život
Narodil se v Praze 21. července 1912 do židovské rodiny. Jeho matka Maria Leopoldina Scharf Deutsch (1882–1969), sociální demokratka, byla jednou z prvních žen zvolených roku 1920 do československého parlamentu a tvrdou odpůrkyní nacismu. Otec byl optik. V mládí získal Deutsch zkušenosti, které se odrazily v jeho pozdějších dílech: národnostní konflikty v ještě mladé Československé republice, nástup a následné převzetí moci národními socialisty. Významný vliv měla politická činnost matky.
V roce 1931 absolvoval Německé státní reálné gymnázium v Praze. Poté vystudoval práva na německé Karl Ferdinandově univerzitě v Praze. Na nějakou dobu opustil Československo a studoval v Anglii aplikovanou optiku; pak se znovu přihlásil na českou Univerzitu Karlovu, kde v roce 1938 získal doktorát práv. Ve stejném roce odcestoval Deutsch s manželkou Ruth na antifašistický sjezd Sociálně demokratické strany do USA. Během jejich pobytu ve Spojených státech došlo v září 1938 k podpisu Mnichovské dohody a Deutsch s manželkou se již domů nevrátili.
Deutsch získal stipendium a studoval na Harvardově univerzitě. Když v roce 1942 vstoupily USA do války, pracoval pro americkou vládu. Po válce se vrátil ke studiu na Harvardu, současně učil na Massachusettském technologickém institutu (MIT) a publikoval vlastní články. V roce 1951 získal na Harvardově univerzitě doktorát z politologie; jeho dizertační práce „Nacionalismus a sociální komunikace“ získala v roce 1951 Sumnerovu cenu.
Vyučoval na řadě prestižních univerzit: na MIT v letech 1943–1956, na Yaleově univerzitě pak do roku 1967, a nakonec se vrátil na Harvardovu univerzitu, kde působil do roku 1982. V roce 1953 byl zvolen do Americké akademie umění a věd a v roce 1976 do Národní akademie věd. V roce 1969 se stal předsedou American Political Science Association a v roce 1976 International Political Science Association.
Zemřel v Cambridgi v Massachusetts 1. listopadu 1992.

## Dílo
Napsal řadu pojednání o mezinárodních vztazích a problematice moci. V českém jazyce vyšlo jeho dílo Nervy vlády.
- Nationalism and Social Communication: An Inquiry into the Foundations of Nationality. 1953
- Political Community at the International Level: Problems of Definition and Measurement. 1954
- An Interdisciplinary Bibliography on Nationalism, 1935–1953. 1956
- Political Community and the North Atlantic Area: International Organization in the Light of Historical Experience. 1957
- The Nerves of Government: Models of Political Communication and Control. 1963 (české vydání: Nervy vlády. Praha : Svoboda, 1971)
- Arms Control and the Atlantic Alliance: Europe Faces Coming Policy Decisions. 1967
- The Analysis of International Relations. 1968
- Nationalism and Its Alternatives. 1969
- Politics and Government: How People Decide Their Fate. 1970
- Tides Among Nations. 1979